# Joseph Joumard
Joseph Ferdinand Joumard, né à Bordeaux le 1er mai 1851 et mort à Nice le 1er mars 1923, est un acteur français.

## Biographie
Élève de François-Joseph Regnier, il remporte en 1870 le 1er prix de comédie et le 2e prix de tragédie au Conservatoire. Il obtient son premier rôle (Eraste) à la Comédie Française en juin 1871 dans Le dépit amoureux. Il va ensuite apparaître dans de nombreux rôle et, entre autres, crée, passé au Théâtre du Vaudeville en 1876 Le Testament de César Girodot, Dora, Le Club, Mariages riches ou encore Les Bourgeois de Pont-Arcy.
Engagé en 1879 par le Théâtre des Nouveautés, il crée Le Parisien, Les Parfums de Paris et Paris en Actions. Le 17 novembre 1880, il passe au Théâtre du Châtelet. Il est alors surtout connu pour avoir joué le rôle d'Alcide Jollivet dans la pièce de théâtre Michel Strogoff de Jules Verne et Adolphe d'Ennery puis celui de Volsius dans la pièce de théâtre Voyage à travers l'Impossible (1882) des mêmes auteurs ainsi que Phileas Fogg dans la reprise du Tour du monde en quatre-vingt jours en 1884 et 1896.
En 1885, il tourne en Russie et revient en 1895 en France au Châtelet pour créer Le Trésor des Radjahs. Il joue ensuite Dagobert dans Le Juif errant et, en 1894, signe au Théâtre de la Porte-Saint-Martin où il reprend le rôle de D'Artagnan dans Les Mousquetaires et crée Sabre au Clair et Le Collier de la Reine.
Marié à Nice le 16 janvier 1909 à l'actrice Caroline-Madeleine-Amélie Bodé, il y meurt le 1er mars 1923.